# Krížovany
Krížovany (bis 1948 slowakisch „Križoviany“ – bis 1927 auch „Križovany“; deutsch Kreuzdorf, ungarisch Szentkereszt) ist eine Gemeinde im Osten der Slowakei mit 342 Einwohnern (Stand 31. Dezember 2024) im Okres Prešov, einem Teil des Prešovský kraj, und wird zur traditionellen Landschaft Šariš gezählt.

## Geographie

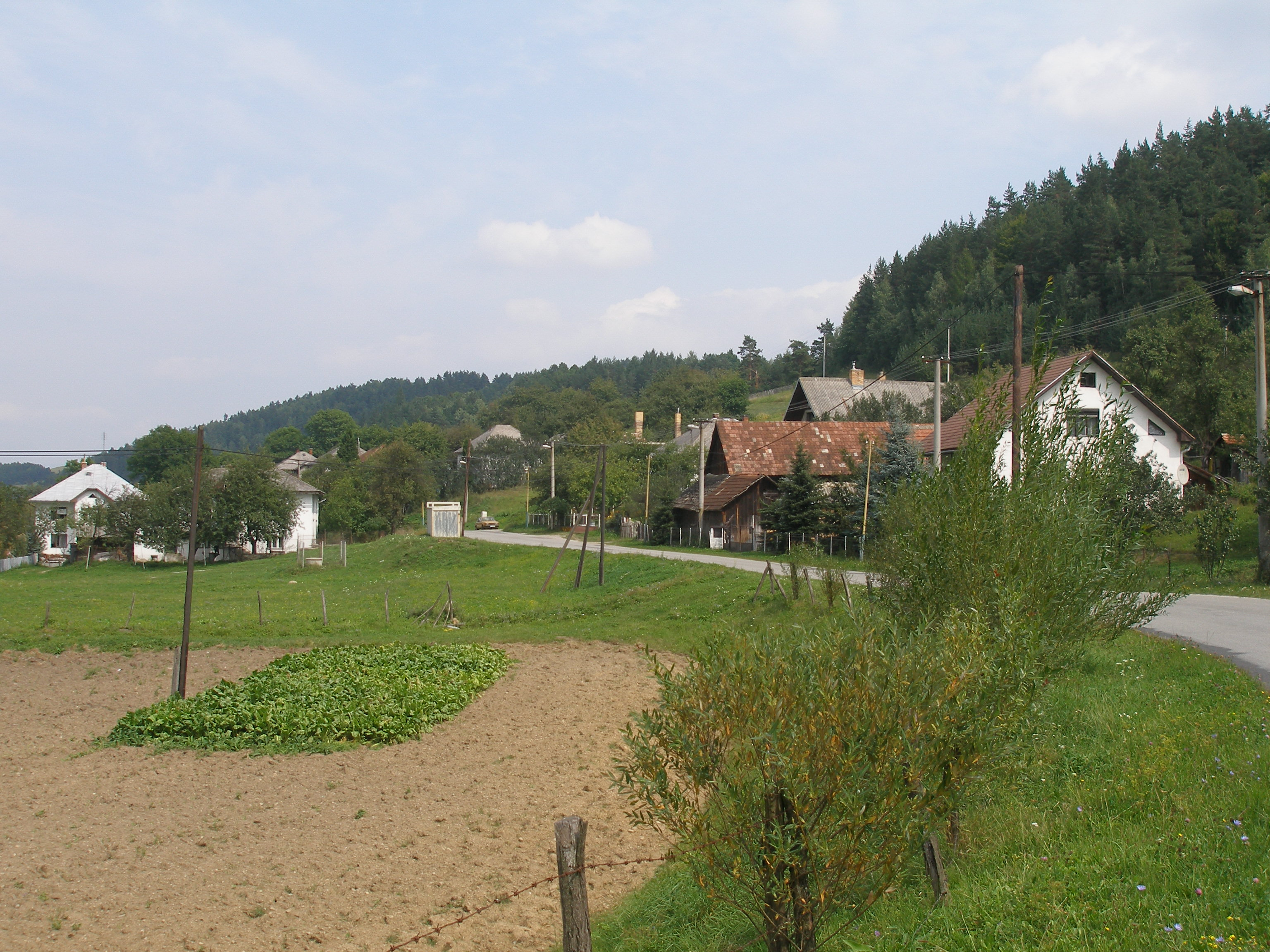
Krížovany

Die Gemeinde befindet sich im Bergland Šarišská vrchovina im Tal des Baches Križovanka im Einzugsgebiet der Svinka. Das Ortszentrum liegt auf einer Höhe von 403 m n.m. und ist 17 Kilometer von Prešov entfernt.
Nachbargemeinden sind Chmiňany im Norden, Ondrašovce im Osten, Žipov im Südosten, Hrabkov im Süden und Chminianske Jakubovany im Westen.

## Geschichte

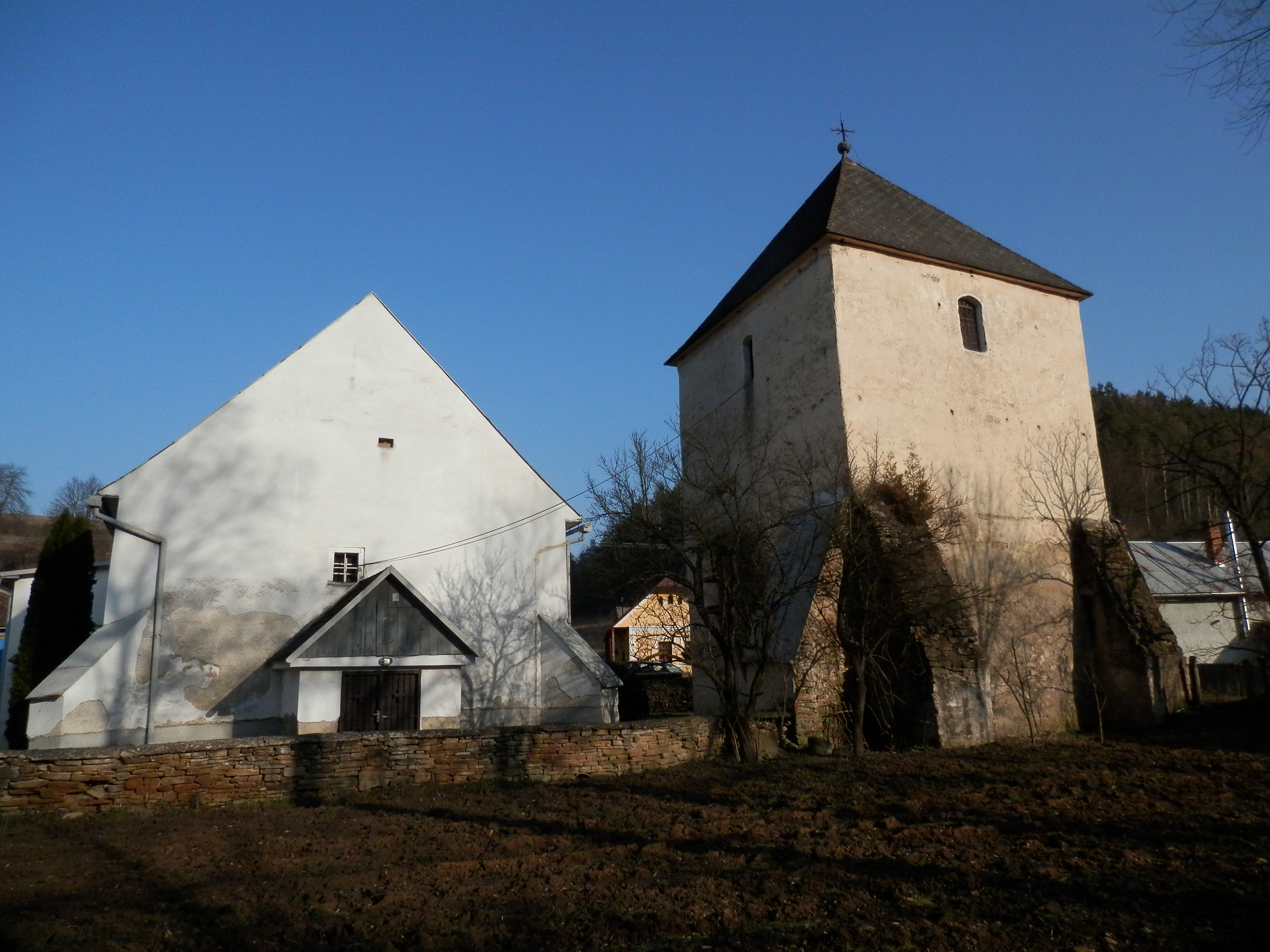
Kreuzerhöhungskirche und Glockenturm

Krížovany wurde zum ersten Mal 1318 als Scenthkerezth schriftlich erwähnt. Im selben Jahr erwarb ein gewisser Urban aus Perény die Ortsgüter. 1340 wurde im Ort ein Franziskanerkloster gegründet. 1427 wurden in einem Steuerverzeichnis 32 Porta angeführt. Im 15. Jahrhundert war Krížovany ein Städtchen und besaß zeitweise Marktrechte.
1787 hatte die Ortschaft 58 Häuser und 395 Einwohner, 1828 zählte man 49 Häuser und 361 Einwohner, die als Landwirte, Schmierbrenner und Viehhalter beschäftigt waren.
Bis 1918/1919 gehörte der im Komitat Sáros liegende Ort zum Königreich Ungarn und danach zur Tschechoslowakei beziehungsweise heute Slowakei. In der ersten tschechoslowakischen Republik war Landwirtschaft die Haupteinnahmequelle der Bevölkerung. Nach dem Zweiten Weltkrieg arbeitete ein Teil der Einwohner in Industriebetrieben in Städten wie Prešov und Krompachy.

## Bevölkerung
| Jahr                | 1994 | 2004    | 2014    | 2024  |
| ------------------- | ---- | ------- | ------- | ----- |
| Anzahl der Personen | 383  | 363     | 380     | 342   |
| Unterschied         |      | −5,22 % | +4,68 % | −10 % |

| Jahr                | 2023 | 2024    |
| ------------------- | ---- | ------- |
| Anzahl der Personen | 341  | 342     |
| Unterschied         |      | +0,29 % |

Nach der Volkszählung 2011 wohnten in Krížovany 367 Einwohner, davon 347 Slowaken. 20 Einwohner machten keine Angabe zur Ethnie.
321 Einwohner bekannten sich zur römisch-katholischen Kirche, 15 Einwohner zur Evangelischen Kirche A. B. und neun Einwohner zur griechisch-katholischen Kirche. Ein Einwohner war konfessionslos und bei 21 Einwohnern wurde die Konfession nicht ermittelt.

## Bauwerke und Denkmäler

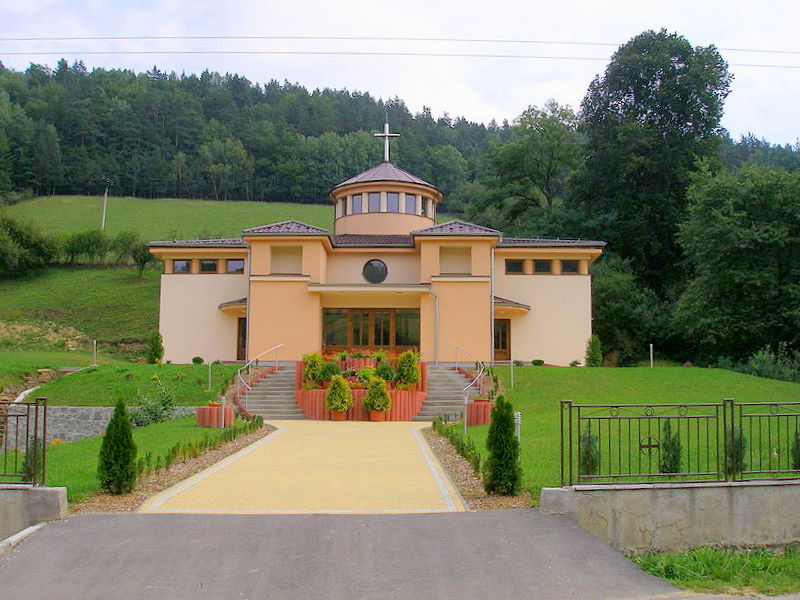
Moderne Kirche

- römisch-katholisch Kreuzerhöhungskirche, ursprünglich im frühgotischen Stil, 1775 barockisiert. Im Inneren befinden sich architektonische Details der Gotik, der Hauptaltar aus den Jahren 1510–20 ist im spätgotischen Stil gestaltet
- Glockenturm neben der Kirche im gotischen Stil
- moderne römisch-katholische Kirche